# Trois fantaisies ou caprices
Les Trois fantaisies ou caprices est un recueil de trois pièces pour piano de Felix Mendelssohn. Composé en 1829 à la suite de son voyage au Pays de Galles et de son séjour chez les Taylor dont les trois jeunes filles de la famille inspirèrent le compositeur.

## Structure
1. Fantaisie dédiée à Anne Taylor: andante - allegro en la mineur - andante
2. Scherzo dédié à Honoria Taylor: allegro
3. Andante dédié à Susan Taylor: rivulet (ruisseau) en mi majeur.